# Itzhak Keduri
Itzhak Keduri, héberül (יצחק כדורי más néven Yitzchak Diba. (Bagdad, 1898. szeptember 7. – Jeruzsálem, 2006. január 28.) ortodox zsidó rabbi Izraelben.

## Élete

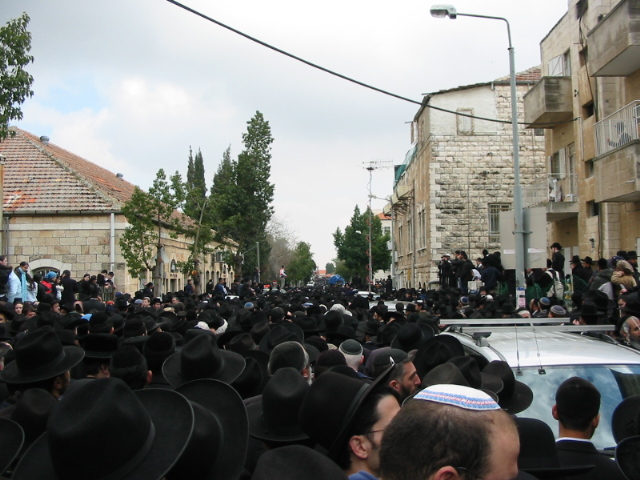
A temetési menet

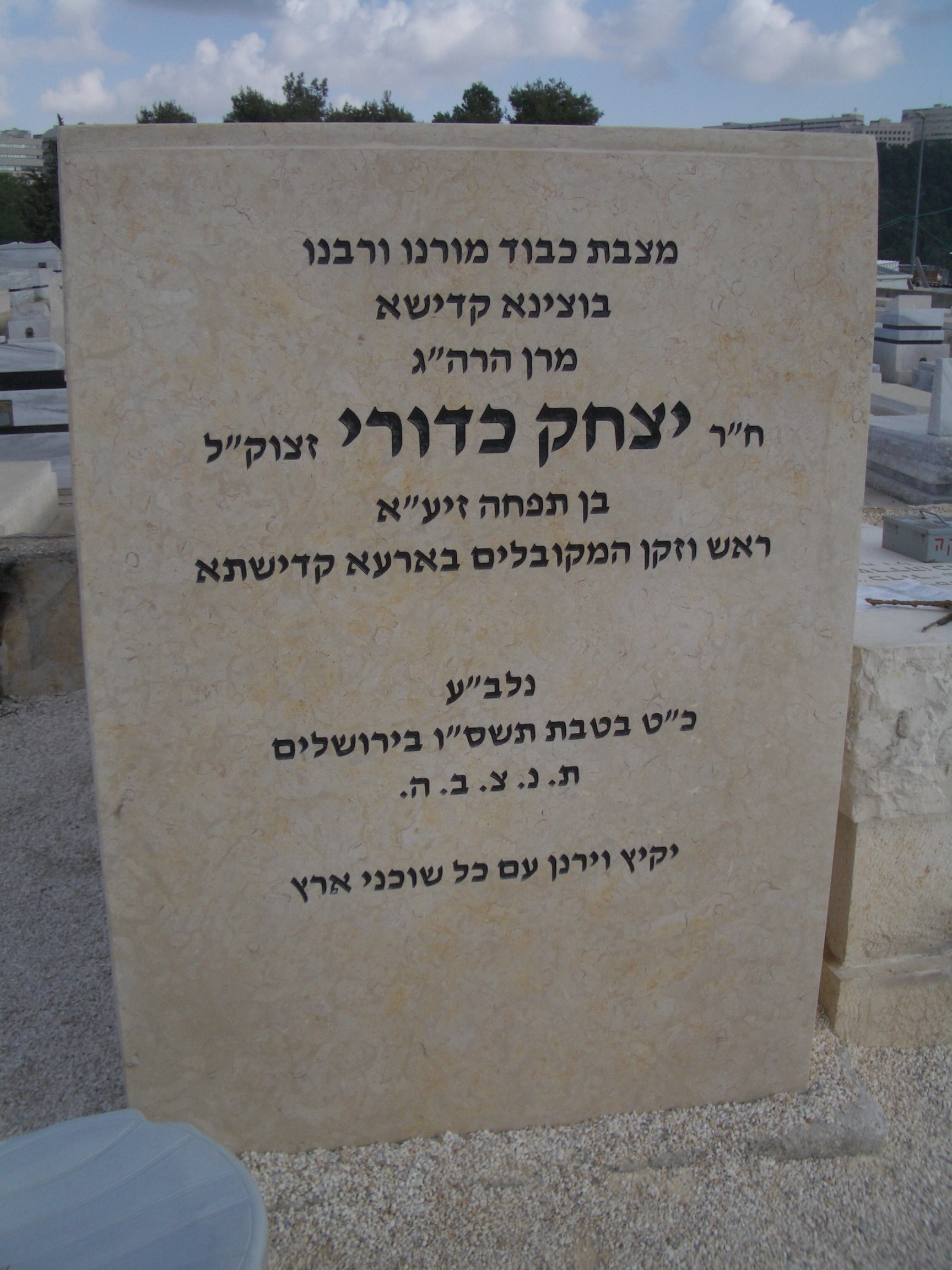
A sírköve

Az Oszmán Birodalomban született Ze'ev Diba fűszerkereskedő fiaként, egy Chol HaMo'ed nevű ünnepnapon. Már igen fiatalon nagy jelentőséget tulajdonított a Tórának. Yosef Chaim híres bagdadi rabbi tanítványa volt a Zilka jesivában.
Amikor 1922-ben kivándorolt az akkor brit gyarmat Palesztinába, megváltoztatta a nevét. Belépett az angol hadseregbe és tolmácsként dolgozott. A katonai szolgálat után a Shoshanim Ledavid jesivában tanult Kabbalát, aztán a Porat Yosef jesivát húzta végig Silman Eliyahu rabbi alatt, aki Mordechai Eliyahu rabbi fia volt. Miután az 1948-as arab-izraeli háborúban Jeruzsálem zsidó negyede jordán uralom alá került, a Bucharim negyedbe költözött. Ott tovább folytatta tanulmányait, és könyvkötőként dolgozott, amit még Bagdadban tanult. Ismert volt fotografikus memóriájáról, valamint a Talmud, Rási és Tosafot ismeretéről, noha ezekről saját maga nem írt könyvet. Írt viszont a kabbaláról, noha csak magán célra.
A 60-as években, a Porat Yosef jesiva egyik vezetője, Efraim Cohen rabbi halála után, népszerűsége emelkedni kezdett. Az évek alatt sok ezer ember látogatta meg, hogy tanácsot, áldást vagy amulettet kérjen tőle. A Kabbala-amulettek titkát Yehuda Patiától tanulta meg. Követői csodákról is beszámoltak.
1990-ben meghalt első felesége, Sára. 1993-ban vette feleségül Dorit Kadurit. Fia, David Kaduri rabbi, alapította a Nachalat Yitzchak jesivát.
Utolsó életéveiben többféle politikai összefüggésben is megemlítették. 1996-ban részt vett a Sasz párt rendezvényein, akiknek szintén amuletteket gyártott.
2006 januárjában tüdőgyulladást kapott, és 28-án meghalt.
Temetésén kétszázezer ember vett részt.